# Synchroonzwemmen op de Olympische Zomerspelen 2024
Synchroonzwemmen was een van de sporten die werden beoefend tijdens de Olympische Zomerspelen 2024 in Parijs. Het deelnemersveld bestond uit 96 atleten, verdeeld over twee evenementen (tien teams van acht deelnemers en achttien duetten met twee deelnemers). Het synchroonzwemmen werd van 5 t/m 10 augustus gehouden in het Centre aquatique olympique in Saint-Denis, een voorstad van Parijs. Naast het synchroonzwemmen vonden hier ook het waterpolo en schoonspringen plaats.

## Opzet
Het olympische synchroonzwemmen omvat twee evenementen, 'duet' en 'team', die bestaan uit verschillende routines. Bij de duetten wordt een technische en een vrije routine uitgevoerd. Bij de teams is er naast de technische en vrije routine voor het eerst ook een acrobatische routine. De routines worden door een jury beoordeeld met een score, waarbij gelet wordt op synchronisatie, uitvoering, artistieke expressie en moeilijkheidsgraad. Voorheen waren duetten en teams alleen uit vrouwen samengesteld, maar op deze Spelen mogen er maximaal twee mannen worden opgenomen in de teams. Desondanks heeft geen van de gekwalificeerde teams daadwerkelijk gebruik gemaakt van de mogelijkheid mannen in de selectie op te nemen.

## Kwalificatie
Aan de teamwedstrijd deden tien landen mee, waardoor er in totaal 80 quotaplaatsen te verdelen waren over de NOC's. Gastland Frankrijk was verzekerd van deelname. Van de overige negen landen kwalificeerden vier zich via de continentale kampioenschappen; voor Oceanië en Afrika fungeerden de wereldkampioenschappen van 2023, respectievelijk 2024 als continentaal kwalificatietoernooi. De vijf landen met de hoogste scores bij de Wereldkampioenschappen van 2024 voor de combinatie van de technische en vrije routine die zich nog niet geplaatst hadden via de continentale kwalificatie, kwalificeerden zich eveneens voor de Spelen.
Aan de wedstrijd voor duetten deden achttien tweetallen mee, waarbij elk NOC maximaal een duo mocht afvaardigen. De tien landen die zich voor de teamwedstrijd hadden gekwalificeerd, plaatsten zich automatisch ook voor de duetten. De overige acht tweetallen konden zich plaatsen via de continentale kampioenschappen en de Wereldkampioenschappen in 2024.

## Deelnemende landen
Er deden 96 zwemmers uit 18 landen mee bij het synchroonzwemmen op de Olympische Zomerspelen in Parijs.

## Competitieschema
Hieronder volgt het competitieschema van het synchroonzwemmen op de Olympische Zomerspelen 2024. De twee evenementen worden gehouden van 5 tot en met 10 augustus 2024 en duren respectievelijk drie en twee dagen. De finale voor de teams is op 7 augustus en die voor duetten op 10 augustus 2024.
| Q | Kwalificatie | F | Finale |

| Datum →     | 5 | 6 | 7 | 8 | 9 | 10 |
| Onderdeel ↓ | 5 | 6 | 7 | 8 | 9 | 10 |
| ----------- | - | - | - | - | - | -- |
| Team        | Q | Q | F |   |   |    |
| Duet        |   |   |   |   | Q | F  |

## Medailles

### Medaillewinnaars
| Onderdeel | Goud | Goud | Zilver | Zilver | Brons | Brons |
| --------- | ---- | --- | ------ | --- | ----- | --- |
| Duet      | CHN  | Wang Qianyi Wang Liuyi                                                                                   | GBR    | Kate Shortman Isabelle Thorpe                                                                                               | NED   | Bregje de Brouwer Noortje de Brouwer                                                                                                  |
| Team      | CHN  | Chang Hao Feng Yu Wang Ciyue Wang Liuyi Wang Qianyi Xiang Binxuan Xiao Yanning Zhang Yayi Cheng Wentao * | USA    | Anita Alvarez Jaime Czarkowski Megumi Field Keana Hunter Audrey Kwon Jacklyn Luu Daniella Ramirez Ruby Remati Calista Liu * | ESP   | Txell Ferré Marina García Polo Lilou Lluís Valette Meritxell Mas Alisa Ozhogina Paula Ramírez Iris Tió Blanca Toledano Sara Saldaña * |

 * teamleden die niet deelnamen aan de wedstrijd 

### Medaillespiegel
| Plaats | Land             | NOC    | Goud | Zilver | Brons | Totaal |
| ------ | ---------------- | ------ | ---- | ------ | ----- | ------ |
| 1      | China            | CHN    | 2    | 0      | 0     | 2      |
| 2      | Groot-Brittannië | GBR    | 0    | 1      | 0     | 1      |
| 3      | Verenigde Staten | USA    | 0    | 1      | 0     | 1      |
| 4      | Nederland        | NED    | 0    | 0      | 1     | 1      |
| 4      | Spanje           | ESP    | 0    | 0      | 1     | 1      |
| Totaal | Totaal           | Totaal | 2    | 2      | 2     | 6      |

Atletiek · Badminton · Basketbal · Boksen · Boogschieten · Breaking · Gewichtheffen · Golf · Gymnastiek · Handbal · Hockey · Judo · Kanovaren · Klimsport · Moderne vijfkamp · Paardensport · Roeien · Rugby · Schermen · Schietsport · Schoonspringen · Skateboarden  · Surfen · Synchroonzwemmen · Taekwondo · Tafeltennis · Tennis · Triatlon · Voetbal · Volleybal · Waterpolo · Wielersport · Worstelen · Zeilen · Zwemmen
Los Angeles 1984 · 
Seoel 1988 · 
Barcelona 1992 · 
Atlanta 1996 · 
Sydney 2000 · 
Athene 2004 · 
Peking 2008 · 
Londen 2012 · 
Rio de Janeiro 2016 · 
Tokio 2020 · 
Parijs 2024 · Los Angeles 2028
Medaillewinnaars 